# Акира Ямаока
Акира Ямаока (на английски: 山岡晃; на английски: Akira Yamaoka) е японски композитор и продуцент, известен с музиката си към поредицата компютърни и видеоигри Silent Hill. Мрачният му и меланхоличен стил е определян често като индъстриъл.

## Биография
Акира Ямаока е роден на 6 февруари 1968 г. в Токио (по други данни Ниягата), Япония. В младежките си години е китарист на пънк група. Изучава дизайн и интериор в Токийския колеж по изкуствата. На музикална композиция се учи сам. От 1988 г. работи като звуков дизайнер към различни компании за видеоигри. На 21 септември 1993 г. започва работа в „Конами“, за която вече е изпълнявал поръчки в качеството на външен сътрудник. През 1999 г. на Ямаока е поверена музиката и звуковите ефекти към видеоиграта „Silent Hill“ („Silent Hill 1“). Играта се радва на успех, за което заслуга има и музикалното ѝ оформление. Когато започва работата по проекта „Silent Hill 2“, за неин композитор е избран отново Ямаока. Докато саундтракът към „Silent Hill 1“ е преди всичко озвучение към видеоигра, излезлият през 2001 г. „Silent Hill 2 Original Soundtrack (OST)“ е смятан понякога за самостоятелно музикално произведение. Албумът е почти изцяло инструментален, с определено рок звучене. Славата на Ямаока сред почитателите на играта е затвърдена от музиката, която той създава за третата част от поредицата – „Silent Hill 3“. Тук за пръв път важно място заемат вокалните партии изпълнени от Мери Елизабет Мак Глийн (с псевдоним Мелиса Уилямсън) и Джо Ромерса. Стилът се различава от този в Silent Hill 2. Определян е като трип-хоп.
Акира Ямаока е автор на музиката към множество видеоигри, но неговото име се свързва най-вече със серията „Silent Hill“. Той е автор на саундтраковете на абсолютно всички части от поредицата и продуцент на „Silent Hill 3“ и „Silent Hill 4: The Room“. Името му е трайно свързано и с проекта „Silent Hill 5“ (Silent Hill V).
Ямаока е композитор и на филмите „Сайлънт Хил“ (2006) и „Глас“ (2007). На първия той е и изпълнителен продуцент.
Акира Ямаока харесва музиката на „Metallica“ и „HIM“. От своите произведения цени най-много саундтрака към „Silent Hill 2“. Известната мелодия от него „Theme of Laura“ е създал в рамките на три дни. Ямаока е направил над 200 вида стъпки като част от озвучаването на играта.

## Избрана дискография
- 1999 – Silent Hill Soundtrack
- 2001 – Silent Hill 2 Soundtrack
- 2003 – Silent Hill 3 Soundtrack
- 2004 – Silent Hill 4 The Room Soundtrack
- 2008 – Silent Hill Origins (a.k.a. Silent Hill Zero) Soundtrack
- 2008 – Silent Hill Homecoming Soundtrack

Също така има участие в написването на музика към множество други видео игри, но с тези набира най-голяма популярност.